# Un policia desapareix
Un policia desapareix (originalment en francès, Selon la police) és una pel·lícula de drama criminal francesa del 2022 dirigida per Frédéric Videau. S'ha subtitulat al català.

## Sinopsi
La pel·lícula mostra les històries compartides de sis agents d'una comissaria de Tolosa i de la policia fronterera, explicades el mateix dia, després de la visita del ministre de l'Interior.

## Repartiment
- Patrick d'Assumçao: Ping-Pong
- Laetitia Casta: Delphine
- Simon Abkarian: Tristan
- Alban Lenoir: Drago
- Sofia Lesaffre: Zineb
- Émile Berling: Joël
- Jean-François Stévenin: el pare d'en Draco i en Joel
- Anne-Cécile Moh: membre del grup
- Adrien Guitton: membre del grup
- Idir Azougli: Fouad
- Corentin Fila: un policia
- Agathe Bonitzer: una policia
- Mathieu Lucci: un policia
- Luàna Bajrami: la nena embarassada
- Éric Collado: un policia